# Liladownsia fraile
Espèce
Statut de conservation UICN

 EN B1ab(iii)+2ab(iii) : En danger
Liladownsia fraile est une espèce d'orthoptères découverte en 2014 et présente dans le Mexique méridional dans la Sierra Madre del Sur. Elle est considérée comme en danger d'extinction par l'UICN.

## Publication originale
- (en) Derek A. Woller, Paolo Fontana, Ricardo Mariño-Pérez et Hojun Song, « Studies in Mexican Grasshoppers: Liladownsia fraile, a new genus and species of Dactylotini (Acrididae: Melanoplinae) and an updated molecular phylogeny of Melanoplinae », Zootaxa, Magnolia Press (d), vol. 3793, no 4,‎ 1er mai 2014, p. 475–495 (ISSN 1175-5334 et 1175-5326, OCLC 49030618, PMID 24870186, DOI 10.11646/ZOOTAXA.3793.4.6).